# بريت تومسون
بريت تومسون (23 أكتوبر 1987 - ) (بالإنجليزية: Brett Thompson)‏ هو لاعب كريكت جنوب أفريقي.